# Atylus smitti
Atylus smitti är en kräftdjursart som beskrevs av Goës 1866. Atylus smitti ingår i släktet Atylus och familjen Dexaminidae. Inga underarter finns listade i Catalogue of Life.